# Pintópolis
Pintópolis är en kommun i Brasilien.   Den ligger i delstaten Minas Gerais, i den sydöstra delen av landet, 290 km öster om huvudstaden Brasília. Antalet invånare är 7 215.
Omgivningarna runt Pintópolis är huvudsakligen savann. Runt Pintópolis är det mycket glesbefolkat, med 6 invånare per kvadratkilometer.